# Колоколкова губа
Ко́локолкова губа — губа на юго-западе Печорского моря, вдаётся в северную часть материка.

## Топоним
Название дано поморами из-за обилия куч песка на берегу в виде колоколов.

## География
Солоноватый залив с прилегающей низменной озёрной тундрой. Места массовой концентрации водоплавающих птиц. Расположена на севере Ненецкого автономного округа, омывает Тиманский берег Малоземельской тундры. Вдаётся в материк более чем на 21 километр, достигает ширины более 13 километров. Входными мысами в губу, отделяющими её от Поморского пролива, являются Тонкий Нос на западе и Колоколковский Нос на востоке, рядом с которым расположен посёлок Тобседа.
Приливно-отливные явления происходят дважды в сутки, средняя величина прилива в среднем — 1 метр.
В губе расположены острова Рваные, Чаичьи, Чаячьи (всего около 27 общей площадью 15 квадратных километров), мысы Толянгсаля, Хэхэсаля, множество мелких озёр. Также в губу впадает река Нерута, а также больше 30 более мелких рек.